# مفرغ الدخان

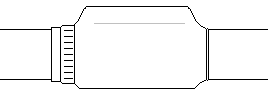
مُفرغ الدخان

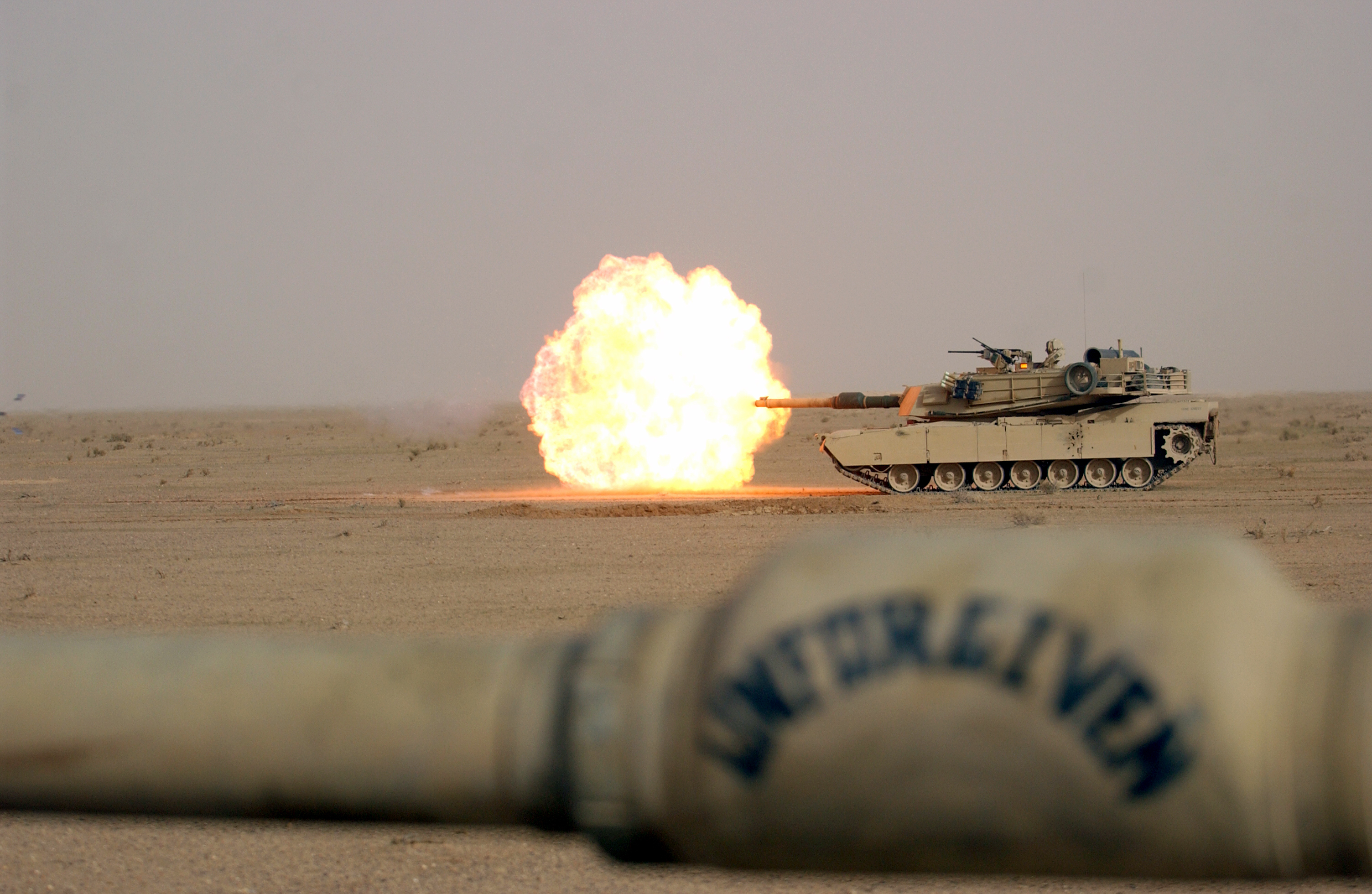
مُفرغ الدخان في دبابات إم1 أبرامز

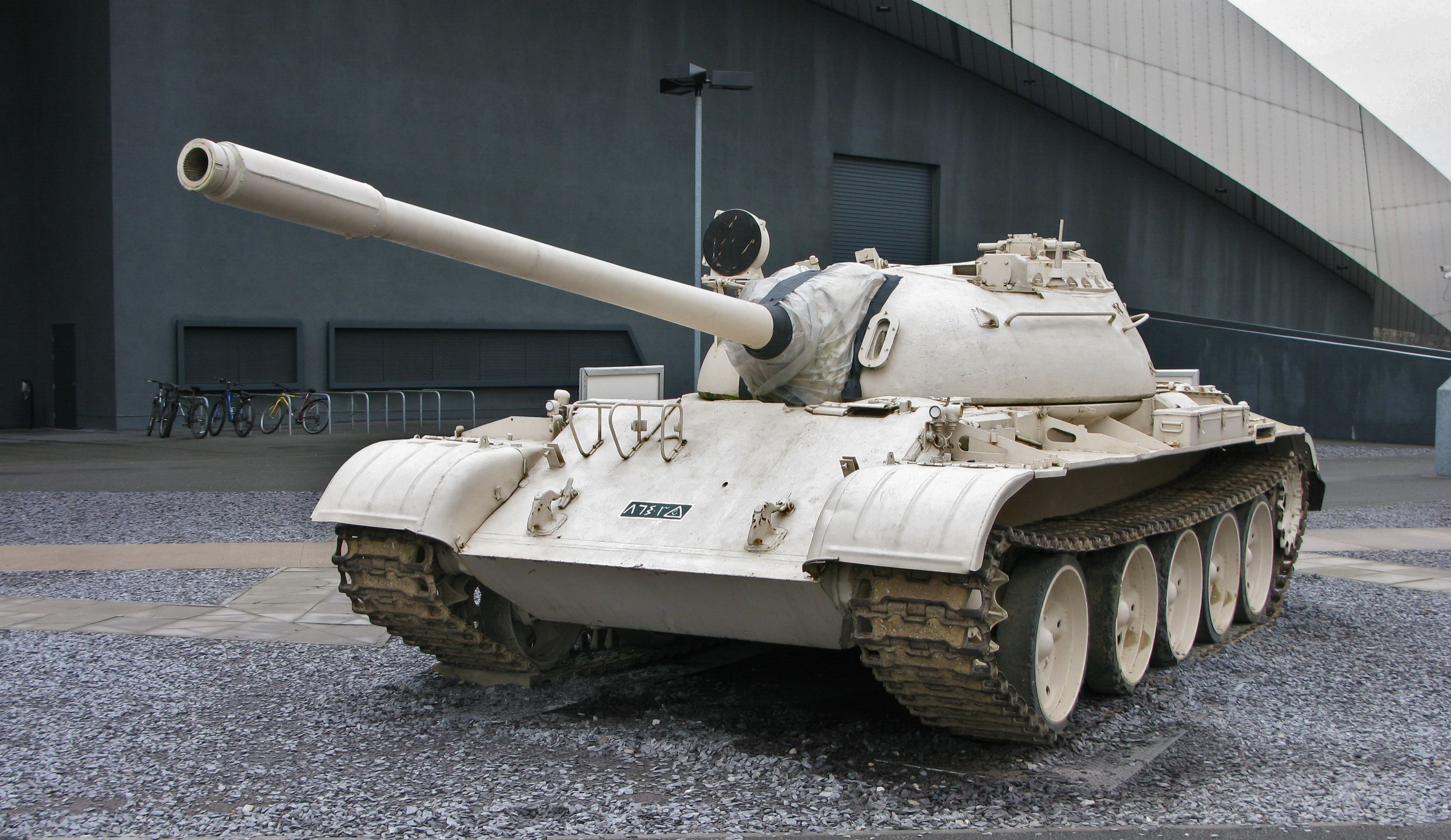
مُفرغ الدخان في دبابة تي-55.

مُفرغ الدخان هو جهاز يُنصب على مدافع الدبابات أو المركبات المدرعة لإخراج الغازات والادخنة الناتجة عن إطلاق القذائف من فوهة المدفع ومنعها من العودة إلى داخل الدبابة أو المدرعة عندما يكون مؤخرة المدفع مفتوحاً لإطلاق قذيفة آخرى. ومن غير نازع الدخان فإن الغازات الساخنة الناجمة عن إطلاق القذائف ستملئ داخل الدبابة أو المركبة المُدرعة مُستنفذة الأوكسجين ومالئة داخل المدرعة أو الدبابة بالروائح الكريهة التي تثير إشمئزاز الطاقم وتشتت انتباههم عن مهامهم القتالية.
يتألف مُفرغ الدخان من حلقة من الثقوب المفتوحة في سبطانة المدفع منها ما هو مخصص لدخول الغازات وأخرى مخصصة لتصريفها ويحيط بالفتحات خزان ضغط أسطواني الشكل (يصنع من البلاستك والياف الزجاج) ويتم تركيزه وتثبيته من الخارج في منتصف سبطانة السلاح تقريباً. أما طريقة عمل مُفرغ الدخان فتكون كالتالي : بعد أن تعبر القذيفة حيز مُفرغ الدخان، فإن جزء من غازات الضغط العالي الناتجة عن اشتعال المواد الدافعة، تدخل تجويف المُفرغ من خلال المنافذ أو الثقوب المخصصة لذلك، لتشكل معها ضغط عالي في حيز التجويف، وبعد أن تتجاوز القذيفة مقطع مُفرغ الدخان، فإن الغازات الدافعة تدخل تجويف النازع من منفذ التصريف، لينغلق في ذات الوقت وبشكل تلقائي منفذ دخول الغازات. هذه العملية تتسبب في شحن وحصر تجويف النازع بغازات مرتفعة الضغط، تندفع هذه مرة أخرى بعد خروج القذيفة من منافذ التصريف باتجاه فوهة المدفع، منتزعة في طريقها معظم الهواء الساخن المتبقي في جوف السبطانة الداخلي ومن ثم العمل على تنقيته وتبريده . ترتيب الأحداث هذا يخلق فراغ جزئي في جوف السبطانة، وعند فتح مغلاق المدفع لوضع قذيفة أخرى، فإن هذا الفراغ يعمل على سحب الهواء النقي في مقصورة القتال نحو جوف سبطانة المدفع، دافعاً معه الهواء الساخن المتبقي خارج فوهتها.
جرت عدة محاولات لتطوير مُفرغ الدخان وأكثرها شيوعاً هي استخدام حلقتين من الفتحات بدل واحدة.
ويوجد جهاز آخر شبيه بمُفرغ الدخان يسُمى ((bore scavenging system)) يؤدي نفس المُهمة لكنه يستخدم الهواء المضغوط من خزان منفصل.
يمنع مُفرغ الدخان الغازات الدافعة للقذيفة من العودة إلى داخل الدبابة أو المدرعة مما يتسبب بحريق داخل البرج نتيجة التفاعل مع الأوكسجين على الرغم من إن هذا ممكن إن يحدث في حالة كان مُفرغ الدُخان رديْ التصميم أو رديْ الصيانة أو كان متضرراً.
يتم تدريع مُفرغ الدخان لمنع إصابته بالرصاص أو شظايا القنابل والجهاز شائع جداً حيث لاتخلو منه دبابة في الوقت الحاضر.

## وصلات خارجية
- Woodley، C.R. (مايو 2001)، "Modelling of Fume Extractors" (PDF)، 19th International Symposium of Ballistics، Interlaken، ص. 273–280، اطلع عليه بتاريخ 2014-01-07{{استشهاد}}:  صيانة الاستشهاد: مكان بدون ناشر (link)
- Pei، Qing-Xiang؛ Foo، Richard (مايو 2001)، "Modeling and Simulation of the Gas Charging and Discharging Processes on Gun Bore Evacuator" (PDF)، 19th International Symposium of Ballistics، Interlaken، ص. 281–288، اطلع عليه بتاريخ 2014-01-07{{استشهاد}}:  صيانة الاستشهاد: مكان بدون ناشر (link)